# Niluka Ekanayake
Ekanayake Mudiyanselage Niluka Sandaruwani Ekanayake – lankijska astrolożka i polityczka. W latach 2016–2018 gubernatorka Prowincji Środkowej, a w 2018 roku gubernatorka Prowincji Sabaragamuwa na Sri Lance. Została pierwszą zadeklarowaną transpłciową gubernatorką na Sri Lance, jest również uważana za pierwszą transpłciową gubernatorkę na świecie.

## Życiorys

### Młodość, edukacja i kariera zawodowa
Jej pełne imię to Ekanayake Mudiyanselage Niluka Sandaruwani Ekanayake.
Ukończyła szkołę podstawową w Kerawalapitiyi, dzielnicy Wattali. Szkołę średnią skończyła w Matale Vijaya Vidyalaya. Ukończyła studia pierwszego stopnia na University of Peradeniya. Według niektórych źródeł, krytycznych wobec niej, nie ukończyła studiów. Przez wiele lat była związana z magazynem Subasetha gdzie pracowała jako redaktorka i dziennikarka.

### Działalność polityczna
Jest bliską współpracownicą Mahindy Rajapaksy i Mangali Samaraweery. Jest uważana za prywatną astrolożkę i interpretatorkę horoskopów Prezydenta Sri Lanki Maithripala Sirisena.
17 marca 2016 Prezydent Maithripala Sirisena mianował ją gubernatorką Prowincji Środkowej Sri Lanki. Została mianowana na miejsce zmarłej kilka dni wcześniej Surangani Ellawali. Została dziesiątą osobą na tym stanowisku. Została pierwszą zadeklarowaną transpłciową osobą na tak wysokim stanowisku politycznym w kraju; jest również uważana za pierwszą transpłciową gubernatorkę na świecie. Jej nominacja spotkała się w z krytyką Sangha Maha Nayaka Committee oraz kilku ministrów w rządzie Sirisena.
12 kwietnia 2018 Prezydent Sirisena mianował ją gubernatorką Prowincji Sabaragamuwa.
10 stycznia 2019 została mianowana szefową State Timber Corporation, państwowej spółki zajmującej się zrównoważoną polityką leśną kraju.

### Pozostała działalność
W kwietniu 2018 roku przewidziała, że Sirisena będzie prezydentem kraju do 2028 roku. W październiku 2019 ogłosił, że nie będzie ubiegał się o reelekcję.

### Życie prywatne
Pozostaje w związku małżeńskim. Ma dziecko.